# Cylindroiulus
Genre
Cylindroiulus est un genre de myriapodes diplopodes de la famille des Julidae (espèces communément appelées sous le nom vernaculaire de « mille-pattes »).

## Liste des espèces
Selon GBIF (30 août 2024) :
- Cylindroiulus abaligetanus Verhoeff, 1901
- Cylindroiulus abantensis Read, 1992
- Cylindroiulus aetnensis Verhoeff, 1910
- Cylindroiulus ajderensis Golovatch, 1979
- Cylindroiulus albanensis Verhoeff, 1905
- Cylindroiulus algerinus (Brölemann, 1898)
- Cylindroiulus allobrogicus (Brölemann, 1896)
- Cylindroiulus anglilectus Read, 2007
- Cylindroiulus aostanus Verhoeff, 1932
- Cylindroiulus apenninorum Brölemann, 1897
- Cylindroiulus arborum Verhoeff, 1928
- Cylindroiulus aternanus Verhoeff, 1930
- Cylindroiulus attemsi Read, 2005
- Cylindroiulus attenuatus Enghoff, 1982
- Cylindroiulus bellus (Lignau, 1903)
- Cylindroiulus besucheti Strasser, 1975
- Cylindroiulus bicolor Lohmander, 1932
- Cylindroiulus boleti (C.L.Koch, 1847)
- Cylindroiulus boreoibericus Read, 2007
- Cylindroiulus brachyiuloides Enghoff, 1982
- Cylindroiulus britannicus (Verhoeff, 1891)
- Cylindroiulus broti (Humbert, 1893)
- Cylindroiulus burzenlandicus Verhoeff, 1907
- Cylindroiulus caeruleocinctus (Wood, 1864)
- Cylindroiulus cambio Korsós & Read, 1994
- Cylindroiulus cantonii Brölemann, 1892
- Cylindroiulus caramelos Read, 2022
- Cylindroiulus caramujensis Lohmander, 1955
- Cylindroiulus chalandei (Ribaut, 1904)
- Cylindroiulus crassiphylacum Read, 1992
- Cylindroiulus crista Read, 1992
- Cylindroiulus cristagalli Enghoff, 1982
- Cylindroiulus dahli Demange, 1970
- Cylindroiulus decipiens (Berlese, 1895)
- Cylindroiulus digitus Enghoff, 1982
- Cylindroiulus dilutellus Golovatch, 1979
- Cylindroiulus disjunctus Read, 1988
- Cylindroiulus distinctus (Lucas, 1846)
- Cylindroiulus djebelensis Read, 2005
- Cylindroiulus dubius Verhoeff, 1930
- Cylindroiulus elosegiorum Read, 2022
- Cylindroiulus exiguus Enghoff, 1982
- Cylindroiulus fenestratus Read, 1989
- Cylindroiulus ferganus Lohmander, 1932
- Cylindroiulus festai Manfedi, 1937
- Cylindroiulus fimbriatus Enghoff, 1982
- Cylindroiulus finitimus (Ribaut, 1904)
- Cylindroiulus franzi Attems, 1952
- Cylindroiulus frisius (Verhoeff, 1891)
- Cylindroiulus fulviceps (Latzel, 1884)
- Cylindroiulus gauthieri Brölemann, 1931
- Cylindroiulus gemellus Enghoff, 1982
- Cylindroiulus generosensis Verhoeff, 1900
- Cylindroiulus gestri (Silvestri, 1898)
- Cylindroiulus gigas Verhoeff, 1932
- Cylindroiulus gregoryi Read, 2007
- Cylindroiulus hirticauda Enghoff, 1982
- Cylindroiulus horvathi (Verhoeff, 1897)
- Cylindroiulus ibericus Brölemann, 1913
- Cylindroiulus iluronensis Brölemann, 1912
- Cylindroiulus infernalis Lohmander, 1955
- Cylindroiulus insolidus Lohmander, 1955
- Cylindroiulus italicus (Latzel, 1884)
- Cylindroiulus jijelensis Read, 2005
- Cylindroiulus julesvernei Reboleira & Enghoff, 2014
- Cylindroiulus julipes Enghoff, 1982
- Cylindroiulus kacheticus Lohmander, 1936
- Cylindroiulus kappa Enghoff, 1982
- Cylindroiulus karinhansorum Read, 2022
- Cylindroiulus kuschkensis Golovatch, 1978
- Cylindroiulus lagrecai Manfredi, 1957
- Cylindroiulus latestriatus (Curtis, 1845)
- Cylindroiulus latro Attems, 1926
- Cylindroiulus latzeli (Berlese, 1884)
- Cylindroiulus laurisilvae Enghoff, 1982
- Cylindroiulus limitaneus (Brölemann, 1905)
- Cylindroiulus londinensis (Leach, 1815)
- Cylindroiulus lundbladi Lohmander, 1955
- Cylindroiulus luridus (C.L.Koch, 1847)
- Cylindroiulus madeirae Attems, 1937
- Cylindroiulus magnopulvinus Read, 1992
- Cylindroiulus maurus Read, 2005
- Cylindroiulus meinerti (Verhoeff, 1891)
- Cylindroiulus mitta Akkari & Enghoff, 2008
- Cylindroiulus molisius Verhoeff, 1932
- Cylindroiulus numerosis Enghoff, 1982
- Cylindroiulus numerosus Enghoff, 1982
- Cylindroiulus obscurior Enghoff, 1982
- Cylindroiulus olgainna Read, 1992
- Cylindroiulus orientalis Read, 1994
- Cylindroiulus oromii Reboleira & Enghoff, 2014
- Cylindroiulus ouridae Read, 2005
- Cylindroiulus pallidior Enghoff, 1982
- Cylindroiulus parisiorum (Brölemann & Verhoeff, 1896)
- Cylindroiulus parvoalgerinus Read, 2005
- Cylindroiulus parvus Lohmander, 1928
- Cylindroiulus pelatensis Verhoeff, 1930
- Cylindroiulus perforatus Verhoeff, 1905
- Cylindroiulus placidus (Lignau, 1903)
- Cylindroiulus propinquus (Porat, 1870)
- Cylindroiulus pterophylacum Read, 1992
- Cylindroiulus punctatus (Leach, 1816)
- Cylindroiulus pyrenaicus (Brölemann, 1897)
- Cylindroiulus quadratistipes Enghoff, 1982
- Cylindroiulus quadrus Read, 1992
- Cylindroiulus rabacalensis Lohmander, 1955
- Cylindroiulus rifanus Schubart, 1960
- Cylindroiulus rubidicollis Verhoeff, 1930
- Cylindroiulus rufifrons (C.L.Koch, 1847)
- Cylindroiulus sagittarius (Brölemann, 1897)
- Cylindroiulus salicivorus Verhoeff, 1907
- Cylindroiulus sanctimichaelis Attems, 1927
- Cylindroiulus sangranus (Verhoeff, 1932)
- Cylindroiulus sardous (Silvestri, 1898)
- Cylindroiulus schestoperovi Lohmander, 1932
- Cylindroiulus schneideri (Latzel, 1900)
- Cylindroiulus schubarti Verhoeff, 1943
- Cylindroiulus segregatus (Brölemann, 1903)
- Cylindroiulus siculus (Silvestri, 1897)
- Cylindroiulus solarius Verhoeff, 1945
- Cylindroiulus solis Verhoeff, 1907
- Cylindroiulus sorrentinus Verhoeff, 1912
- Cylindroiulus speluncaris Lohmander, 1955
- Cylindroiulus strasseri Verhoeff, 1930
- Cylindroiulus syriacus Verhoeff, 1923
- Cylindroiulus teutonicus
- Cylindroiulus tirolensis (Verhoeff, 1894)
- Cylindroiulus toscanus Attems, 1926
- Cylindroiulus transmarinus Enghoff, 1982
- Cylindroiulus treptoflagellum Read, 1992
- Cylindroiulus tricuspis Verhoeff, 1932
- Cylindroiulus truncorum (Silvestri, 1896)
- Cylindroiulus tunetanus Attems, 1908
- Cylindroiulus turinensis Brölemann, 1897
- Cylindroiulus unciger Attems, 1952
- Cylindroiulus uncinatus Strasser, 1969
- Cylindroiulus uroxiphos Enghoff, 1982
- Cylindroiulus velatus Enghoff, 1982
- Cylindroiulus ventanaea Read, 2007
- Cylindroiulus ventaneana Read, 2007
- Cylindroiulus verhoeffi (Brölemann, 1896)
- Cylindroiulus villumi Reboleira & Enghoff, 2018
- Cylindroiulus vulnerarius (Berlese, 1888)
- Cylindroiulus waldeni Read, 1988
- Cylindroiulus xynon Read, 1988
- Cylindroiulus ynnox Read, 1988
- Cylindroiulus zarcoi Read, 1988
- Cylindroiulus zinalensis (Faës, 1902)

## Systématique
Le nom valide complet (avec auteur) de ce taxon est Cylindroiulus Verhoeff, 1894.
Cylindroiulus a pour synonymes :
- Brachymesius Verhoeff, 1927
- Dendroiulus Verhoeff, 1930
- Leucoiulus Verhoeff, 1894
- Micromastigoiulus Verhoeff, 1899
- Orocylindrus Verhoeff, 1930